# Erik Baška
Erik Baška (ur. 12 stycznia 1994 w miejscowości Dohňany) – słowacki kolarz szosowy.

## Osiągnięcia
Opracowano na podstawie:

2013
- 1. miejsce w klasyfikacji punktowej Karpackiego Wyścigu Kurierów
- 1. miejsce w mistrzostwach Słowacji U23 (jazda indywidualna na czas)

2014
- 1. miejsce w Visegrad 4 Bicycle Race Grand Prix Poland
- 1. miejsce w mistrzostwach Słowacji U23 (start wspólny)
- 1. miejsce w Central European Tour Košice-Miskolc
- 1. miejsce w Central European Tour Isaszeg-Budapest
- 3. miejsce w Pucharze Ministra Obrony Narodowej

2015
- 2. miejsce w Trofej Poreč
- 1. miejsce na 4. etapie Karpackiego Wyścigu Kurierów
- 1. miejsce na 3. etapie Tour de Berlin
- 2. miejsce w Visegrad 4 Bicycle Race Grand Prix Slovakia 2015
- 1. miejsce w mistrzostwach Słowacji U23 (jazda indywidualna na czas)
- 1. miejsce w mistrzostwach Europy U23 (start wspólny)
- 1. miejsce w Pucharze Ministra Obrony Narodowej

2016
- 1. miejsce w Bredene Koksijde Classic
- 1. miejsce na 5. etapie Tour of Croatia (jazda drużynowa na czas)

2017
- 3. miejsce w mistrzostwach Słowacji (start wspólny)

2018
- 2. miejsce w Trofeo Palma
- 1. miejsce na 1. etapie Czech Cycling Tour (jazda drużynowa na czas)
- 3. miejsce w Hammer Hong Kong (drużynowo)

2019
- 3. miejsce w Hammer Limburg (drużynowo)
- 2. miejsce w mistrzostwach Słowacji (start wspólny)

2020
- 2. miejsce w mistrzostwach Słowacji (start wspólny)

## Rankingi
| Rok             | 2013 | 2014 | 2015 | 2016 | 2017  | 2018 | 2019 | 2020 | 2021 |
| --------------- | ---- | ---- | ---- | ---- | ----- | ---- | ---- | ---- | ---- |
| World Ranking   |      |      |      | 428. | 1241. | 570. | 615. | 431. | 906. |
| UCI Europe Tour | 661. | 71.  | 52.  | 275. | 810.  | 363. | 463. | 354. | 694. |
| UCI Asia Tour   | -    | -    | -    | 283. | -     | 431. |      |      |      |
|                 |      |      |      |      |       |      |      |      |      |
| Źródło: UCI     |      |      |      |      |       |      |      |      |      |